# Willy Tröger
Willy Tröger (2. října 1928 Cvikov – 30. března 2004 Pirna) byl východoněmecký fotbalista a reprezentant.

## Hráčská kariéra
Původně hrál házenou a k fotbalu ho přivedl starší bratr Siegfried. Začal chytat za SG Oberhohndorf. Na konci války mu granát utrhl část pravé ruky, pročež se musel rozloučit jak s házenou, tak s chytáním ve fotbalové brance a přesunul se do útoku. V letech 1946–1951 hrál za kluby v Cainsdorfu a poté přestoupil do Wismutu Aue / Karl-Marx-Stadt, kde strávil zbytek kariéry. V sezoně 1954/55 se stal s 22 brankami nejlepším střelcem nejvyšší východoněmecké soutěže. S Wismutem Karl-Marx-Stadt se stal třikrát mistrem ligy (1956, 1957 a 1959) a jednou vítězem východoněmeckého poháru (1955).

### Reprezentace
Východní Německo (NDR) reprezentoval v 15 utkáních, v nichž vstřelil 10 branek. Debutoval ve středu 27. října 1954 v Sofii v zápase proti Bulharsku, který domácí vyhráli 3:1 (poločas 1:0). Svoje první dvě branky zaznamenal v neděli 18. září 1955 v Bukurešti v utkání proti Rumunsku, které hosté vyhráli 2:3 (poločas 2:1). Šlo o vůbec první vítězství NDR v mezistátních střetnutích. Poslední gól dal v neděli 5. října 1958 v Berlíně Bulharům v utkání, které skončilo nerozhodně 1:1 (poločas 1:0). Naposledy se v reprezentaci objevil v pátek 1. května 1959 v Drážďanech v zápase proti Maďarsku, který hosté vyhráli 0:1 (poločas 0:0).

### Evropské poháry
V Poháru mistrů evropských zemí nastoupil ke 14 utkáním, ve kterých docílil pěti branek (1957/58: 4 starty/1 branka, 1958/59: 8/4 – čtvrtfinále a 1960/61: 2/0).

### Ligová bilance
| Ročník          | Zápasy | Góly | Klub                       |
| --------------- | ------ | ---- | -------------------------- |
| I. liga 1951/52 | 29     | 20   | BSG Wismut Aue             |
| I. liga 1952/53 | 29     | 10   | BSG Wismut Aue             |
| I. liga 1953/54 | 21     | 8    | BSG Wismut Aue             |
| I. liga 1954/55 | 26     | 22   | BSG Wismut Karl-Marx-Stadt |
| I. liga 1955    | 12     | 9    | BSG Wismut Karl-Marx-Stadt |
| I. liga 1956    | 25     | 16   | BSG Wismut Karl-Marx-Stadt |
| I. liga 1957    | 17     | 11   | BSG Wismut Karl-Marx-Stadt |
| I. liga 1958    | 22     | 8    | BSG Wismut Karl-Marx-Stadt |
| I. liga 1959    | 22     | 7    | BSG Wismut Karl-Marx-Stadt |
| I. liga 1960    | 20     | 1    | BSG Wismut Karl-Marx-Stadt |
| I. liga 1961/62 | 14     | 2    | BSG Wismut Karl-Marx-Stadt |
| CELKEM I. LIGA  | 237    | 114  |                            |